# مروج (ترفيه)
المُروَّج بالإنجليزية promoter يتم تعريف المُروَّجين علي إنهم أشخاص يعملون في الصناعات الترفيهية، بما في ذلك الموسيقى والرياضة، بشكل فردي أو منظمة أو اتحاد في مجال التسويق والترويج على الهواء مباشرة، أو الدفع مقابل عرض أو ما يشبهها من الأحداث مثل الحفلات الموسيقية، الأحداث الرياضة والمهرجانات، وعروض الملاهى الليلية.

## وصف
عادةً ما يعمل المُروَّج بشكل مستقل أو شركة تقوم بحجز المسارح، القاعات الرياضية والعديد من أماكن الترفيه وذلك لكسب رسوم، أو حصة من الإيرادات (تُعرف بالعامية باسم «اقتطاع بالإنجليزية cut» و «حصة من المنزل بالإنجليزية share of the house»)، أو كليهما مرتبة مسبقًا مع ملاك القاعات أو أماكن الترفيه. وغالبًا ما تعتبر الحصة من الإيرادات عبارة عن نسبة مئوية بسيطة من رسوم الدخول أو مبيعات الأطعمة والمشروبات، مع العديد من الاختلافات الممكنة، مثل الحد الأدنى أو الحد الأقصى، وبدلات النفقات المختلفة، أو القيود (مثل مبيعات الكحول). يعمل المُروَّجين الآخرون بشكل مستقل، ويستأجرون الأماكن مقابل رسوم ثابتة، أو بموجب ترتيب تقاسم الإيرادات مع صاحب المكان، وبالتالي الحفاظ على أرباح أكبر من الأحداث الناجحة. أحد الترتيبات الشائعة للأماكن الصغيرة هو أن يربح جميع رسوم الدخول، بينما يحتفظ المكان بجميع إيرادات الطعام والشراب.
بعض الأماكن توقع عقود حصرية مع شركة ترويج واحدة أو مُروَّج واحد فقط، والبعض الآخر يعمل مع العديد من المُروَّجين وفقًا لجدول دوري (ليلة واحدة في الأسبوع، على سبيل المثال)، أو على أساس كل حدث على حدة. غالبًا ما يعمل المُروَّجين معًا - إما كشركاء متساوين أو بشكل مستقل في الترويج للأحداث.و قد يعمل العديد من المُروَّجين معًا في حدث خاص، مثل الترتيب لـحفلة ليلة رأس السنة الجديدة في قاعة رقص بالفندق. يمكنهم أيضًا إشراك مضيفين مستقلين من أجل تأثيرهم الاجتماعي؛ يقوم المُروَّجين الهواة هؤلاء بتسويق الأحداث لأصدقائهم وأو لـمتابعيهم علي وسائل التواصل الاجتماعي، في مقابل معاملة خاصة أو دخول مجاني إلى الحدث وفي بعض الأحيان، وقد يشكلون أو يتم تضمينهم في فرق الشوارع التي تروج لأحداث في أماكن أخرى.
في الحد الأدنى، يعمل المُروَّج الحدث علي الدعاية والإعلان. اعتمادًا على الترتيب، يمكنهم أيضًا التعامل مع الأمن ومبيعات التذاكر ودخول الأحداث (سياسات الباب) والديكورات وحجز الفنانين الآخرين. العديد من المُروَّجين هم دي جي أو موسيقيون أنفسهم، وقد يؤدون في المناسبات الخاصة بهم. قد يعتبر بعض المدونين والأفراد الذين لديهم عدد كبير من المتابعين على وسائل التواصل الاجتماعي أنفسهم من يعمل مُروَّجين ويفرضون رسومًا على الخدمة الترويجية عبر منصة (منصات) التواصل الاجتماعية، أو من خلال جهودهم الشخصية فيعمل العديد من الموسيقيين والفنانين كمروّجين فعليين لحفلاتهم الموسيقية، إما بشكل مباشر أو من خلال مديرهم أو شركة الحجز. من الناحية التاريخية، كان الترويج صناعة منزلية، حيث يديرها فرد أو عدة أفراد يتمتعون بشخصية كاريزمية جيدة، وغالبًا ما يعملون بدوام جزئي. ومع ذلك، مع صعود ملكية الشركات لأصول الترفيه الحي، ظهرت العديد من الشركات الكبيرة في هذا المجال.

## العقود والخلافات
غالبًا ما تكون هناك خلافات ونزاعات المالية في صناعة العروض الترويجية لأنها تجارة نقدية إلى حد كبير ولها تاريخ من الفساد وحفظ السجلات غير المتكافئ. بالإضافة إلى ذلك، هناك العديد من التعقيدات المحاسبية التي يجب إدارتها والإتفاق عليها بشكل مسبق خاصة بالنسبة للأحداث الكبيرة من خلال الإيرادات والمصروفات والإشراف على مواقف السيارات ومبيعات بائع الامتياز (على سبيل المثال الأقراص المدمجة والقمصان) ومبيعات شباك التذاكر، الصفقات العينية، الهدايا الترويجية المستخدمة لجذب الضيوف (على سبيل المثال، مشروبات مجانية أو ملصق مجاني موقع من قبل الفنانين أو إلتقاط صور بشكل مجاني مع الفنانين)، وتكاليف التأمين، وعمال التنظيف، وما إلى ذلك. منطقة واحدة من الخلاف المتكرر هي مقايضة عبر الترقيات، حيث المروج أو بعض الطرف الآخر متصلا مع مكان والحصول على صالح (على سبيل المثال، سعر الخصم) في مقابل التخلي لصالح المستقبل للبائع. إذا لم يتم الإفصاح عن وجود المخطط أو العلاقة بين الطرفين، فقد يصبح هذا شكلاً من أشكال الرشوة.هناك فرصة أخرى لسوء التفاهم وهي «القوائم» المتنوعة للضيوف الذين سيتم قبولهم مجانًا أو معاملتهم بشكل في إي بي، و «سياسة الدخول» التي يستخدمها الحراس لتحديد من سيتم قبوله وبأي سعر. للتعامل مع هذه التعقيدات، يمكن أن تصبح عقود ترتيبات الأحداث طويلة جدًا ومفصلة. وسواء أكانت هذه الترتيبات مكتوبة أم لا فإنها تميل إلى جانب الطرف الأكثر أهمية أو الذي يمتلك أكبر سيطرة على إنتاج الحدث. حتى العقود الأكثر تفصيلاً والمكتوبة بشكل احترافي والتي يتم التفاوض بشأنها يمكن أن تصبح موضوع دعاوى قضائية.
و نظرًا لأن النوادي الليلية غالبًا ما ترتبط باستهلاك المخدرات والكحول والصخب فقد يتورط المروجون في نزاعات جنائية مختلفة أيضًا نظراً لبعض السلوك السيئ مثل التعامل مع راقصات التعري والباغيات لقضاء ليلة ساخنة

## أساليب الترويج
المُروَّج عادتاً ما يتبع عدة أساليب في الترويج للحدث الذي ينظمه والأكثر مباشرة هي تقنيات تسويق حرب العصابات مثل لصق الملصقات على الجدران الخارجية،بالجرافيتي ونشر النشرات الإعلانية على نوافذ السيارات المتوقفة في مناطق الترفيه. يحتفظ المُروَّجون أيضًا بقوائم بريدية، عادةً قوائم بريد إلكتروني، لضيوفهم المفضلين وقائمة أوسع من العملاء المحتملين. استفاد العديد من المُروَّجين من التكنولوجيا عبر الإنترنت مثل خدمات الشبكات الاجتماعية ومواقع قوائم الأحداث للتعامل مع الدعاية والدعوات والقوائم البريدية وما إلى ذلك. الأندية والمُروَّجين هم من بين القادة في إعلانات الرسائل النصية القصيرة على قوائمهم الخاصة بالإضافة إلى المقتطفات المدعومة في قوائم الجهات الخارجية للمحتوى اليومي للمشتركين. يقوم العديد من المعجبين بالترويج للأحداث والمنتجات من خلال وسائل التواصل الإجتماعي بمحض إرادتهم.
غالبًا ما يبني المُروَّجون علامة تجارية من شخصياتهم والأطراف التي يستضيفونها، ويسوقون الأحداث تحت اسم وأسلوب ونوع برنامج متسق وتجربة اجتماعية تقلل من أهمية العلامة التجارية للمكان أو الفنان. ولذلك ينجحون في جذب عملاء مخلصين سيتبعونهم من موقع إلى آخر.

## ترويج الصور واستضافة الفي إي بي
في المدن العالمية التي تضم أعدادًا كبيرة من الأثرياء، توجد أماكن راقية تستخدم خدمات نوع خاص من المُروَّجين يسمى مُروَّج الصور. يتمثل دور مُروَّج الصور في إحضار المشاهير أو عارضات الأزياء إلى الأماكن الراقية واستضافتهم على طاولة الفي أي بي. من أجل جذب العارضين والمشاهير للحضور إلى المكان، يتم تزويد مُروَّج الصور بطاولة لكبار الشخصيات أو مقاعد لأبرز الشخصيات وكحول تكميلي. تستخدم الأماكن الراقية وجود العارضين والمشاهير لتسويق مكانها للعملاء الأثرياء الذين قد يحصلون في كثير من الأحيان فقط على الدخول إلى المكان من خلال الموافقة على إنفاق مبلغ معين من المال وعلى الكحول في المؤسسة.

## أشهر المروجين

### الموسيقى والأحداث الأخرى
- مايكل أليج، الشريك المؤسس لـشركة Club Kids
- جوني إدجكومب، مُروَّج لحفلات موسيقى الجاز في لندن
- شيلي فينكل، مُروَّج لحفل (LiveStyle)
- بيل جراهام، مُروَّج حفلات (بيل جراهام)
- آل هيمون، إيه أتش إنتيربريسيس (شركة تابعة لـ Live Nation)
- بول تانجي مهوفا موكوندو مروج الموسيقى الأفريقي الدولي.
- كيرك نوركروس، مروج ملهى ليلي (Sugar Hut)
- جيمس سانت جيمس، المؤسس المشارك لـ Club Kids
- براندون وارد، مروج الأحداث (AYA Entertainment)

### الرياضة

#### كرة السلة
- جاري ديفيدسون، أحد مؤسسي ABA
- نيد آيرش، رئيس نيويورك نيكس، 1946-1974
- دينيس مورفي، أحد مؤسسي ABA

#### الملاكمة وفنون القتال المختلطة (MMA)
- محمد علي، مروج ملاكمة (Main Bout ، Inc. - نيويورك)
- بوب أروم، مروج الملاكمة (أعلى رتبة؛ Main Bout ، Inc.)
- جارفيس أستير، مروج ملاكمة (شركة First Artist Corp ، قسم الرياضة - لندن، المملكة المتحدة)
- فرانكي كاربو، عضو في المافيا ومروج ملاكمة ("The Combination" - مدينة نيويورك)
- بيل كايتون، مروج الملاكمة ومنتج الأفلام (Big Fights ، Inc. - نيويورك)
- جاك كيرلي، مروج الملاكمة في القرن التاسع عشر، مروجًا للمصارعة
- أوسكار دي لا هويا، مروج الملاكمة والفنون القتالية المختلطة (Golden Boy Promotions)
- دان دوفا، مروج الملاكمة (الأحداث الرئيسية - نيو جيرسي)
- دينو دوفا، مروج ملاكمة (الأحداث الرئيسية - نيو جيرسي)
- لو دوفا، مروج للملاكمة (الأحداث الرئيسية - نيو جيرسي)
- كاثي دوفا، مروج ملاكمة (الأحداث الرئيسية - نيو جيرسي)
- شيلي فينكل، مروج للملاكمة (Empire Sports and Entertainment ، Inc. Shelly Finkel Management ، Inc. - نيويورك)
- باري هيرن، مروج الملاكمة (Matchroom Sport)
- إيدي هيرن، مروج الملاكمة (Matchroom Sport)
- ديف هيغينز، مروج الملاكمة (Duco Events)
- جاك "دوك" كيرنز، مدير ومروج الملاكمة
- دون كينج، مروج ملاكمة (دون كينج للإنتاج)
- كيلي مالوني، مروج الملاكمة (Frank Maloney Promotions & Management Limited)
- فلويد مايويذر جونيور، مروج الملاكمة
- مايك تايسون، مروج ملاكمة (Acquinity Sports)
- فرانك وارن، مروج ملاكمة (Queensberry Promotions Limited - London ، المملكة المتحدة)
- دانا وايت، مروج أم أم إيه (مالك شركة Ultimate Fighting Championship)
- ماريو ياجوبي، مروج ملاكمة (Boxing360 - مدينة نيويورك)
- فيليكس "توتو" زابالا، مروج ملاكمة (ميامي)

#### كرة القدم الأمريكية
- غاري ديفيدسون، مؤسس الرابطة العالمية لكرة القدم

#### الهوكي
- غاري ديفيدسون، المؤسس المشارك الرابطة العالمية للهوكي
- دينيس مورفي، المؤسس المشارك الرابطة العالمية للهوكي
- كون سميث، مؤسس فريق كون سميث تيفون

#### التنس
- ليونارد بلوم، المؤسس المشارك لفريق World Team Tennis
- نانسي جيفيت، مروجة تنس السيدات
- بيلي جين كينغ، مؤسسة اتحاد التنس النسائي، المؤسس المشارك لفريق World Team Tennis
- لاري كينج، المؤسس المشارك لفريق World Team Tennis
- دينيس مورفي، المؤسس المشارك لفريق World Team Tennis

#### المصارعة الحرة
- إريك بيشوف، بطولة العالم للمصارعة
- بول باوزر، من مروجي المصارعة الأوائل؛ بطل العالم للوزن المتوسط
- ميلدريد بيرك، مؤسسة رابطة المصارعة النسائية العالمية؛ ومصارعة
- ديكسي كارتر، المالكة السابقة لشركة Total Nonstop Action Wrestling
- جيم كورنيت، سموكي ماونتن ريسلينغ
- جاك كيرلي، المروج الرياضي الذي ساعد في نشر المصارعة المحترفة
- جاك فيفر، رائد المصارعة الترفيهية
- فيرن جاني، جمعية المصارعة الأمريكية
- بول هيمان المالك السابق لشركة Extreme Championship Wrestling
- أنطونيو إينوكي مؤسس شركة نيو جابان برو ريسلنغ
- فريد كوهلر، فريد كوهلر إنتربرايزز؛ مصارعة من ماريجولد ، 1949 إلى 1955 ؛ رئيس التحالف الوطني للمصارعة، من 1961 إلى 1962.
- ليروي ماكجيرك، تحالف المصارعة الوطني
- فينس مكماهون مالك شركة World Wrestling Entertainment
- جوزيف "توتس" موندت، Gold Dust Trio
- أنطونيو بينيا، مؤسس اتحاد Lucha Libre AAA Worldwide
- مايك كواكنبوش، شيكارا
- بيلي ساندو، Gold Dust Trio
- سكوت دي أمور الرئيس الحالي لشركة IMPACT Wrestling